# Victor Davis
Victor Davis (Guelph, 10 febbraio 1964 – Sainte-Anne-de-Bellevue, 13 novembre 1989) è stato un nuotatore canadese.
Specializzato nella rana, ha vinto la medaglia d'oro nei 200 m rana alle Olimpiadi di Los Angeles 1984 e altre tre medaglie d'argento. È diventato uno dei Membri dell'International Swimming Hall of Fame
È morto nel 1989 a soli 25 anni, investito da un'auto all'uscita da un bar, nella periferia di Montréal.

## Palmarès
- Giochi olimpici

Los Angeles 1984: oro nei 200m rana, argento nei 100m rana e nella staffetta 4x100m misti.
Seoul 1988: argento nella staffetta 4x100m misti.
- Mondiali

1982 - Guayaquil: oro nei 200m rana e argento nei 100m rana.
1986 - Madrid: oro nei 100m rana e argento nei 200m rana.
- Giochi PanPacifici

1987 - Brisbane: oro nei 100m rana e bronzo nei 200m rana.